# 擬小鳳尾蘚
擬小鳳尾蘚（学名：Fissidens tosaensis）为鳳尾蘚科鳳尾蘚屬下的一个种。

## 扩展阅读
- 維基物種上的相關：擬小鳳尾蘚